# Deborah Feldman
Deborah Feldman (New York, 1986. augusztus 17. –) amerikai születésű német írónő, Berlinben, Németországban él. 2012-es önéletrajza, az Unorthodox: The Scandalous Rejection of My Hasidic Roots (Unorthodox: Haszid gyökereim botrányos elutasítása) a New York-i Brooklyn ultraortodox közösségéből való megszökésének történetét meséli el, és ez volt az alapja a Netflix 2020-as Unorthodox minisorozatának.

## Fiatalkora
Feldman a szatmári haszid közösség tagjaként nőtt fel a Brooklyn-i Williamsburgben, New Yorkban. Azt írta, hogy apja értelmi fogyatékos volt, akit családja házasított össze anyjával, akit Feldman intelligens nőként jellemez, aki kívülálló volt a közösségen, mert német zsidó származású. Anyja Manchesterben született Németországból menekülők gyermekeként, és az anyja családját kutatva Feldman felfedezte, hogy anyja egyik apai nagyapja nem zsidó (katolikus) német származású, és megpróbált teljes mértékben beilleszkedni a nem-zsidó társadalomba.
Nagyszülei nevelték fel, mindketten holokauszt-túlélők, miután édesanyja elhagyta a közösséget és leszbikus lett, mivel értelmileg sérült apja nem tudta egyedül felnevelni. Mint minden gyereket a közösségben, Feldmant is jámbornak nevelték, jiddisül beszélt, és megtiltották neki, hogy a nyilvános könyvtárba járjon. Megtagadta a tipikus amerikai oktatást, ágya alá rejtette a közösség által tiltott könyveket. 17 évesen megbeszélt házasságot kötött és 19 évesen anya lett.

## Elszakadás a haszid közösségtől
Feldman elmondta, hogy fia születése fordulópontot jelentett a haszid közösségben maradásban: "Feltérképezve láttam a jövőmet... Kiborultam a tudattól, hogy az én felelősségem és bűntudatom van amiatt, hogy mindent, amit saját elnyomásomnak láttam, egy ártatlan gyermekre terheltem." 2006-ban férjével elköltözött Williamsburgból, és miután elmondta férjének, hogy üzleti tanfolyamokat szeretne végezni, hogy kiegészítse bevételét, irodalmat kezdett tanulni a bronxville-i Sarah Lawrence College-ban.
Amikor az iskolában járt, egy főiskolai diploma megszerzésére késztette, hogy kapcsolatba léphessen a külvilággal. Elkezdett beszélni, és "nyitni az elmémet". Emellett farmert és magassarkút kezdett hordani, ezzel megszegve a szigorú haszid öltözködési szokást. 2006-ban fiával távozott, elhagyva férjét, és minden kapcsolatot megszakított a haszid közösséggel. Két hónapig a barátaival élt, és ügyvédekkel konzultált, hogy ne veszítse el fia felügyeleti jogát. 2012-ben Feldman 2006-os távozása óta nem látta a családját és nem beszélt velük.
A haszid közösséggel fennálló nézeteltérései ellenére Feldman ezt mondta: "Büszke vagyok arra, hogy zsidó vagyok, mert azt hiszem, innen ered a hajthatatlan szellemem."

## Berlin
2014-ben Feldman Berlinbe költözött, a Neukölln kerületben telepedett le, ahol íróként dolgozott tovább. Családtörténete és Berlin náci múltja miatt az első látogatása a városban mélyen nyugtalanító volt. Második látogatása alkalmával azonban a város lenyűgözte nyitottságával, a menekültek fogadtatásával és számos könyvesboltjával. Az első ott töltött nyara után a várost "titkos paradicsomának" nevezte, és elhatározta, hogy ott marad. A jiddishez való hasonlóság miatt gyorsan alkalmazkodott a német nyelvű beszédhez és íráshoz. Feldman azt mondta, hogy "a németországi tartózkodás egyik legnagyobb vonzereje az a tény, hogy a nyelv annyira hasonlít az anyanyelvemre [jiddisre], hogy ismerős érzést érzek és ez erős". Miután Németországba költözött, Feldman német állampolgár lett; Arnon Grunberg megkérdezte, hogy németnek vallja-e magát és ő megerősítette, hogy „igen, német vagyok”. Berlinben él német barátjával, aki nem zsidó. Feldman azt mondta, hogy "Berlint a Nyugat fővárosának tekintem; számomra ez egy olyan város, ahol mindenki otthonra lelhet, ahol mindenki megtalálhatja a szabadságot, ez az utolsó bástya az elnyomás ellen".

## Karrier
Feldman elkezdett blogolni és 2012-ben megjelentette Unorthodox: The Scandalous Rejection of My Hasidic Roots című önéletrajzát, amely bestseller lett, és 2013-ban héberre fordították. 2014-ben kiadta az Exodus: A Memoir című művét. Könyveit lefordították németre és a német kritikusok jól fogadták, aminek eredményeként a német tévé különböző talkshow-jaiban szerepelt..
2017-ben kiadta az Überbitten-t (nagyjából „Békülj meg”), az Exodus német nyelvű bővített változatát, amelyet Christian Ruzicska kiadóval együttműködve írt. Feldman azt mondta, hogy a német nyelvű írás felszabadító, mert használhatta szélesebb, a német olvasóközönség által megértett jiddis kifejezések szókészletét. Írásmódját a 18. századi jiddis változata miatt, amellyel együtt nőtt fel, régimódinak jellemezte. Az Überbitten-t jól fogadták. A Neue Zürcher Zeitung című svájci-német újság a könyvet "az énhez vezető hosszú utazásról szóló tudósításnak, irodalmi túlélési útmutatónak és a saját történelmével való félelmetes filozófiai-analitikai szembesítésnek" nevezte.
Feldman szerepel a 2018-as #Female Pleasure című svájci-német dokumentumfilmben. A Netflix 2020-as eredeti minisorozata, az Unorthodox lazán az önéletrajzán alapul. A Netflix egy dokumentumfilmet is készített Making Unorthodox címmel, amely az alkotói folyamatot és a forgatást mutatja be, és a könyv és a tévésorozat közötti különbségeket tárgyalja.

## Kritika
A haszid közösség tagjai kritizálták Feldmant, többek között a "Deborah Feldman Exposed" nevű névtelen blogon, amelynek célja a történetében szereplő "hazugságok és kitalációk" leleplezése volt. Jesse Kornbluth megvizsgálta ezt a kritikát a Huffington Post néhány cikkében, amelyek arra a következtetésre jutottak: "Ebben a könyvben vannak olyan állítások, amelyeket a haszidok vitattak. Nem tudom megmondani, mi az igaz. De egy dologban biztos vagyok: azokkal a férfiakkal, akik nem tudnak egyformán élni a nőkkel, nem érdemes együtt élni. Kétségtelen, hogy a lányok szerte Brooklynban megveszik ezt a könyvet, matracuk alá rejtik, lámpaoltás után olvassák – és talán most először a saját menekülésükön gondolkodnak."
Más újságírók is kivizsgálták a Feldman emlékiratában leírt incidenseket és számos túlzást vagy ellentmondást találtak, beleértve az iskolai végzettségéről szóló beszámolóját, a különböző családtagokkal való kapcsolatait, valamint egy állítólagos gyilkosság leírását és azt, hogy azt a Haredi hatóságok eltusolták. Válaszul ezekre a kritikákra, Feldman megjegyezte, hogy a könyv tartalmazott egy nyilatkozatot, amely szerint bizonyos eseményeket tömörítettek, konszolidáltak vagy átrendeztek.

## Könyvei
- Unorthodox: The Scandalous Rejection of My Hasidic Roots. Simon & Schuster, October 2, 2012; ISBN 978-1439187012
  - Unortodox (A másik út. Hogyan fordítottam hátat a haszid közösségnek) – Európa, Budapest, 2020 · ISBN 9789634337874 · Fordította: Getto Katalin
- Exodus: A Memoir. Blue Rider Press, March 25, 2014; ISBN 978-0399162770
  - Exodus (Hogyan találtam meg a saját utam, miután kiléptem a haszid közösségből) – Libri, Budapest, 2021 · ISBN 978-963-433-809-3 · Fordította: Getto Katalin

## Lásd még
- One of Us (film)

## Egyéb információk
- Honlapja

## Fordítás
- Ez a szócikk részben vagy egészben  a   Deborah Feldman című angol Wikipédia-szócikk fordításán alapul.  Az eredeti cikk szerkesztőit annak laptörténete sorolja fel. Ez a jelzés csupán a megfogalmazás eredetét és a szerzői jogokat jelzi, nem szolgál a cikkben szereplő információk forrásmegjelöléseként.